# IPv4
Na informática, o IPv4 (sigla de Internet Protocol versão 4), popularmente chamado endereço IP, é um padrão de comunicação na rede de computadores e na internet (modelo TCP/IP e modelo OSI) que identifica cada equipamento computacional conectado, garantindo assim que as informações cheguem no destino (encaminhamento dos dados); sendo esta a quarta versão do Protocolo de Internet (IP)
Considerado um dos principais protocolos padrões de comunicação, foi a primeira versão implementada para a produção da ARPANET em 1983. Ele ainda roteia a maior parte do tráfego da Internet de hoje, apesar da contínua implementação de um sucessor do protocolo, o IPv6. O IPv4 está descrito no IETF publicação RFC 791 (setembro de 1981), em substituição a anterior definição (RFC 760, de janeiro de 1980).
O IPv4 é um protocolo sem conexão, para utilização de comutação de pacotes redes. Ele opera em um modelo de entrega por menor esforço, em que não garante a entrega, nem garante a sequência correta ou evita a duplicação de entrega. Estes aspectos, incluindo a integridade dos dados, são abordados por uma camada superior de protocolo de transporte, tais como o Protocolo de Controle de Transmissão (TCP).

## Endereçamento

A decomposição do quad-pontilhada de endereços IPv4 representação para o seu valor binário.

O IPv4 utiliza endereços de 32 bits, o que limita o espaço de endereço para 4294967296 (232) endereços.
O IPv4 reserva blocos de endereços especiais para redes privadas (~18 milhões de endereços) e multicast endereços (~270 milhões de endereços).

### Representações de endereço
Os endereços IPv4 podem ser representados em qualquer notação de expressando um valor inteiro de 32 bits. Eles são mais frequentemente escritos no ponto-notação decimal, que consiste em quatro octetos do endereço expressa individualmente em decimal e números separados por períodos.
Por exemplo, o endereço IP com quatro pontos 192.0.2.235 representa a versão decimal de 32 bits do número 3221226219, cada casa indo de 0 até 255 totalizando 256 possibilidades, que no formato hexadecimal é 0xC00002EB. Ele também pode ser expresso em formato de hexadecimal com pontos, como 0xC0.0x00.0x02.0xEB, ou com valores de bytes como 0300.0000.0002.0353. 
Notação CIDR combina o endereço com o seu prefixo de roteamento em um formato compacto, no qual o endereço é seguido por um caractere de barra (/) e a contagem consecutiva de 1 bits do prefixo de roteamento (máscara de sub-rede).

## Evolução
Com o avanço da tecnologia muitos dispositivos computacionais estão conectados à internet (como os dispositivos móveis que são baratos e populares), restando assim apenas uns milhares de endereços IP disponíveis até então. Para resolver este problema, criaram a versão 6 do Protocolo de Internet, chamado IPv6, que permite uma quantidade de endereços IP quase infinita e trazer mais segurança no encaminhamento e dos pacotes de dados.